# オグズ語群
オグズ語群（オグスごぐん）とは、テュルク語族共通テュルク語派における主要な語群で、その分布は西はヨーロッパのバルカン半島から東は中国にまで及び、1億5000万人以上の話者人口を持つ。

## 地域
テュルク諸語の中でも南西に位置し、トルコ、アゼルバイジャン、トルクメニスタン、イラン・アーザルバーイジャーン地方、イラク北部（イラクのトルクメン人）、シリアなどの地域において、主に、トルコ語、トルクメン語、アゼルバイジャン語などの言語が話される。8世紀、オグズ族はアルタイ山脈方面から中央アジアへの移動を開始し、中央アジア及びホラズムへ分布域を拡げると、中東、欧州にまで勢力を伸ばした。「オグズ」の名称は、時代とともに「トルクメン」、「セルジューク」、「アゼルバイジャン」などへ変化していき、後のオスマン・トルコは、それらの後裔である。

## 主要言語
オグズ語群は、地理的区分、共通の特徴に基づいて、およそ3つのグループに分類される。
- 西オグズ諸語
  - トルコ語： トルコ語、オスマン語、ガガウズ語、バルカン・トルコ語、メスヘティア・トルコ人の話す諸言語
  - アゼルバイジャン語： アゼルバイジャン語の北部方言および南部方言（イラン、アゼルバイジャン、イラク北部en:Iraqi_Turkmens）
- 東オグズ諸語（トルクメン語）： トルクメン語、ホラサン・トルコ語、トルクメン語ウズベキスタン方言
- 南オグズ諸語： ガシュガーイー語、アゼルバイジャン語ソンゴル方言（英語版）、アイナル語（トルコ語版）、アフシャール語（英語版）

分布域の飛び地として、サラール語があり、中国で7万人によって話される。

クリミア・タタール語、ウルム語の2言語は、歴史的観点から見ればキプチャク語群に属すと言えるが、オグズ語群からの影響が強い。

また、既に死語となっているペチェネグ語はオグズ語群に属すと見られているが、文字資料が乏しいために、オグズ語群への分類を決定づけることが困難である。

## 言語学的特徴
オグズ語群は、互いにいくつかの特徴を共有することで言語学において同一グループに分類されている。いくつかの特徴は他のテュルク諸語と共有しており、また、その他にオグズ語群固有の特徴を有している。

### 他のテュルク諸語と共有する特徴
- 「*h」の音が語頭に立たない（ハラジ語以外の全てのテュルク諸語と共有する）
- 具格の欠如（サハ語、ハラジ語以外の全てのテュルク諸語と共有する）

### オグズ語群に固有の特徴
- 前舌母音を伴った破裂音は濁音となる（例: gör- ← kör- 「見る」）
- 「[ɯ/u]」の後ろに「[q/ɣ]」が来ない（例: quru ← quruq 「乾く」、[sarɯ] ← [sarɯɣ] 「黄色」）
- 分詞「-gan-」は、「-an-」に置き換わる